# کورتئولونا ئه جنسونه
کورتئولونا ئه جنسونه (به ایتالیایی: Corteolona e Genzone) یک کومونه در ایتالیا است که در استان پاویا واقع شده‌است. کورتئولونا ئه جنسونه ۱۴٫۰۹ کیلومتر مربع مساحت و ۲٬۵۹۴ نفر جمعیت دارد.